# Чернокраки мангусти
Чернокраките мангусти (Bdeogale) са род мангусти, предложен от Вилхелм Петерс през 1850 г. въз основа на екземпляр от Мозамбик. Видовете в рода имат малки лапи с четири симетрични пръста, кръгли уши и тъпа муцуна. 
Родът включва четири вида, които са предимно сухоземни и всеядни и се хранят в гъста растителност.

## Видове
| Изображение | Име                                                    | Разпространение |
| ----------- | ------------------------------------------------------ | --------------- |
|             | Дебелоопашата мангуста ( B. crassicauda ) Peters, 1852 |                 |
|             | Чернокрака мангуста ( B. nigripes ) Pucheran, 1855     |                 |
|             | Джаксънова мангуста ( B. jacksoni ) (Thomas, 1894)     | T               |
|             | Bdeogale omnivora ( B. omnivora ) Heller, 1914         |                 |